# 愛は地球を救う
『愛は地球を救う』（あいはちきゅうをすくう）は、武藤啓による日本の漫画。『花とゆめ』（白泉社）で連載されていた。コミックスは全5巻。本編の最終回は第4巻に収録され、第5巻には、『花とゆめステップ増刊号』に掲載された、『愛は地球を救う 中学生編4』及び、『花とゆめ』に掲載された『冗談みたい本気みたい』全4話が収録されている。

## あらすじ
親友をもてあそばれた藤原のえるは、相手の男と乱闘騒ぎを起こして高校を退学し、親友も失った。父親のコネで、二度と問題を起こさないという条件付で名門私立高校に転入し、地味な学校生活を送ろうと心機一転したのもつかの間、のえるの本性を知るクラスメイトに声をかけられた。口止めを理由に、彼らに手を貸すことになったのえるは、親友が裏切った真実を知ることになる。

## 登場人物
藤原のえる（ふじわら のえる）
高校一年の12月、親友をもてあそんだ相手の男と乱闘を起こし学校を退学した。そのときに、親友さえも失ったのえるは、誰とも関わらないことで人に深入りしない地味な学校生活を送ろうと外見を大きく変える。父親のコネで私立桜田門高校1年4組に転入するも、同じ学校に退学の原因となった男、「来生（きすぎ）」と出会った。そんな折、のえるの本性を知るナゾの集団「ボランティア」によって、来生の悪事を暴くことに協力させられてしまう。来生の悪事を暴く時に再び乱闘を起こしてしまうが、ボランティアのメンバーにより退学を免れたのえるは、ボランティアに強制的に加入させられることになった。
2年進級時、ボランティアから抜けられると安心していたが、クラス替えが無い学校であったため抜けられず、さらに権力を利用してクラス替えしてきた鹿島桜子まで加わり、新たな学校生活が始まることになる。
如月海（きさらぎ かい）
ボランティアの代表。恋愛講座が専門。女子にモテるが、「中学の時から片想いの相手がいる」と告白をすべて断っている。実は、昔遊園地の着ぐるみのバイトでのえると出会い、それ以来のえるに片想いしていた。（バイトをしたのは知り合いに頼まれた1日と自分からのえるに会うために頼んだ1日のみ）
泉水空（いずみ そら）
ボランティアの副代表。
相川深幸（あいかわ みゆき）
ボランティアのメンバー。のえるの中学時代の仲間。
河野健太（こうの けんた）
ボランティアのメンバー。女の子に間違われるほどの容姿の持ち主。
神楽凪（かぐら なぎ）
ボランティアのメンバー。